# Гаморак, Кирилл Семёнович
Кирилл Семёнович Гаморак (укр. Кирило Семенович Гаморак; 1837, Кицмань) — 1909, Стецева) — украинский священник УГКЦ, общественный деятель. Галицкий русофил.

## Биография
Родился в семье священника. Кроме богослужения, активно участвовал в общественно-культурной жизни. Поддерживал тесные контакты с А. Барвинским, Л. Мартовичем, М. Павликом, К. Трилёвским, И. Франко.
Принадлежал к умеренному крылу национальных демократов Галиции. Дважды избирался послом (депутатом) Галицкого сейма (1889 и 1895).
Награждён церковным Золотым Крестом за заслуги.
Дочь К. Гаморака Ольга Виктория (1871—1914) была женой писателя В. С. Стефаника.